# Montecilfone
Montecilfone (arberesül Munxhufuni) község (comune) Olaszország Molise régiójában, Campobasso megyében.

## Fekvése
A megye északi részén fekszik. Határai: Guglionesi, Montenero di Bisaccia és Palata.

## Története
A települést a longobárd időkben alapították. 1508-ban albán menekültek telepedtek le, akiket a törökök űztek el hazájukból. A következő századokban nemesi birtok volt. A 19. században nyerte el önállóságát, amikor a Nápolyi Királyságban felszámolták a feudalizmust.

## Népessége
A népesség számának alakulása:

## Főbb látnivalói
- San Giorgio Martire-templom